# Чиркович, Бошко
Бошко Чиркович (серб. Бошко Ћирковић / Boško Ćirković), более известный как Шкабо (серб. Škabo / Шкабо, родился 4 декабря 1976 в Белграде) — сербский хип-хоп исполнитель, член рэп-команды «Београдски синдикат» и журналист газеты «Вечерние новости».

## Карьера музыканта
В хип-хоп пришёл в 1997 году, став участником группы «Ред Змаја», а через два года с восемью друзьями создал коллектив «Београдски синдикат». Принял участие в записи трёх альбомов группы как битмейкер и автор текстов, также выспустил четыре сольных альбома и один альбом собственной группы PKS (в которой выступает его жена). В 2010 году сформировал свою группу Ф4, полное название которой — «Фантастична четворка» (серб. Фантастическая четвёрка). В состав нового коллектива вошли DJ Iron, Жобла (кузен Шкабо, не является участником «Београдски синдикат») и Марлон Брутал.

## Вне музыкальной карьеры
С 2001 по 2005 годы был ведущим на радио Студенческого культурного центра в Белграде (в частности, автором программы Синдикальный термин, посвящённой хип-хопу). Сейчас ведёт программу «Тречи пут» (серб. Третий путь) на радио РТС 202. В 2003 году работал в газете «Глас явности», сейчас ведёт свою колонку в газете «Вечерние новости» под названием «Контра». Также сотрудничает с сербскими издания журналов MAXIM и Playboy, публикуя там новости музыки. Имеет высшее экономическое образование и является основателем страховой компании «Магмедиа» по защите интеллектуальной собственности. Также снялся в фильме Бориса Малагурского «Тяжесть цепей», посвящённого истории распада Югославии.

## Дискография

### В составе БС
- БСССТ... Тишинчина! (2001)
- Сви заједно (2005)
- Дискретни хероји (2010)

### Сольные альбомы
- Сам (2003)
- Ремек-дело (2008)
- Десет дина гласа на матрици (2009)
- Музика за демонстрације (2010)
- ЕП Вук (2011)

### В составе ПКС
- ПВО (2005)